# Montesa Cota

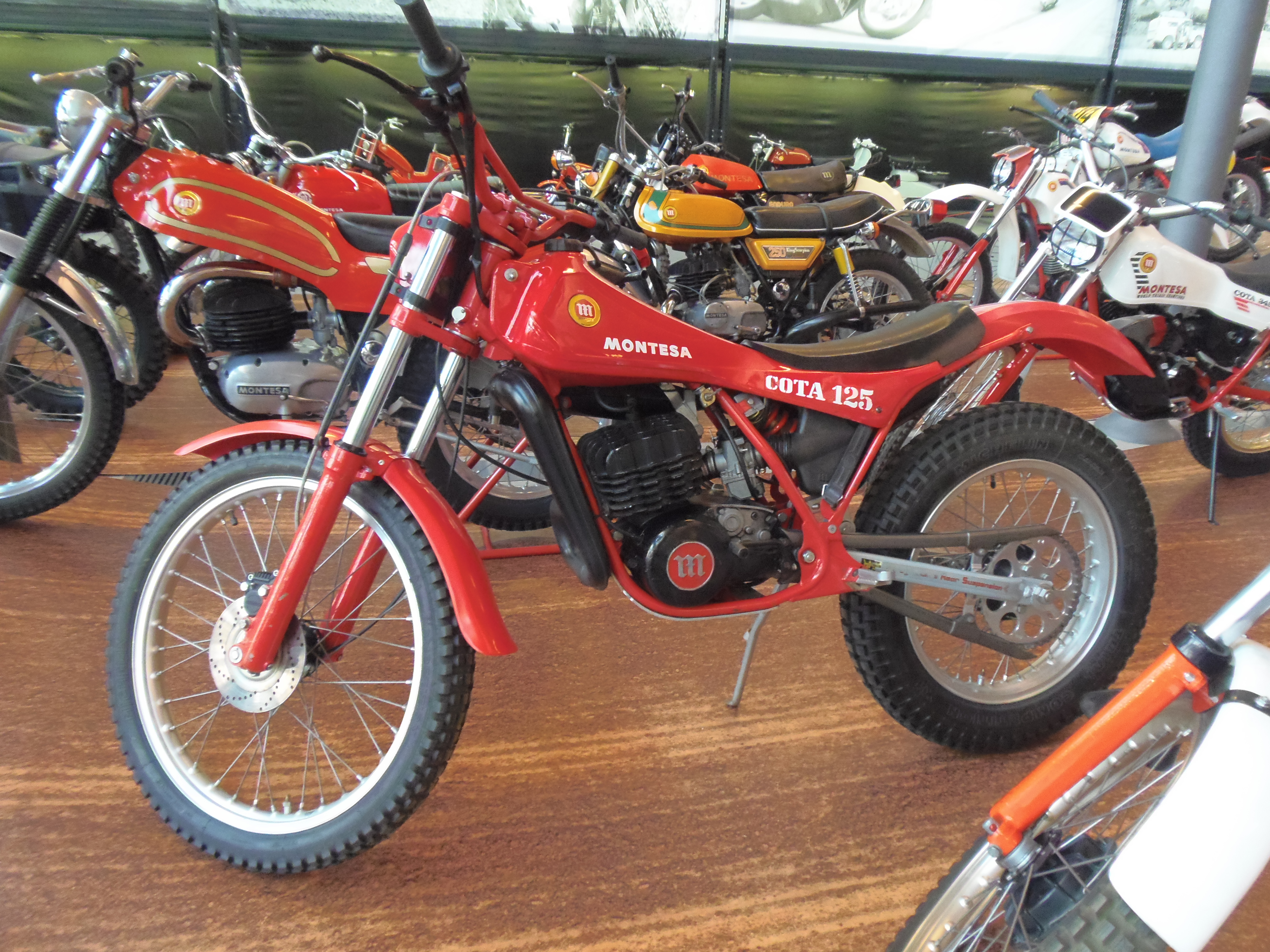
Montesa Cota 125, 1987.

La Montesa Cota es una motocicleta de trial que ha sido comercializada ininterrumpidamente desde 1968 hasta la actualidad, en una primera etapa para Montesa y posteriormente por Montesa Honda (una vez la empresa japonesa hubo absorbido la catalana en 1986). Se trata pues de una de las denominaciones comerciales vigentes más antiguas, tanto en el sector del trial como el de la motocicleta en general.
A lo largo de su historia, la Cota ha sido no sólo un modelo concreto de motocicleta sino una completa gama, abarcando durante años un extenso abanico de cilindradas, tamaños y acabados para cubrir la demanda de un público diverso. Desde la primera versión de la saga, la histórica Cota 247 (pensada inicialmente como moto de trial pero transformada un fenómeno de ventas gracias a su atractivo diseño), pasando por las versiones infantiles, las destinadas a los adolescentes o las de tipo " trail "(dirigidas a una franja de edad más madura), la Cota se fue diversificando durante las décadas de 1960, 1970 y 1980 . Ya a comienzos de la década de 1990 , la evolución del deporte del trial por un lado, y la del mercado de la motocicleta de la otra, hizo cambiar la política comercial de la empresa hasta devolver la Cota los sus orígenes, especializándose la cada vez más como motocicleta de estricta competición. El último modelo de la saga y el único en producción actualmente, la Cota 4RT, es una motocicleta de trial de alto nivel, casi sólo al alcance de pilotos expertos.
En cuanto a la vertiente deportiva, la Cota ha sido desde su nacimiento una de las mejores motos de trial del mercado (inicialmente, en fuerte competencia con las también catalanas Bultaco Sherpa T y OSSA MAR, más tarde compitiendo con las italianas SWM y Fantic y actualmente con las Gas Gas, Sherco y Beta ), habiendo alcanzado un gran prestigio internacional. Fue gracias a este prestigio que los directivos de Honda, una vez alcanzado el control de Montesa, decidieron mantener la histórica denominación de "Montesa Cota" para sus nuevas motocicletas de trial,  unas motocicletas que hoy en día poco tienen ya de tecnología catalana.
- Datos: Q3862388
- Multimedia: Montesa Cota / Q3862388